# Суперкубок Англии по футболу 1911
Суперкубок Англии по футболу 1911 (англ. 1911 FA Charity Shield) — четвёртый розыгрыш Суперкубка Англии, ежегодного футбольного матча, в котором встречались победители Футбольной лиги и Южной лиги. Матч состоялся 25 сентября 1911 года; в нём сыграли «Манчестер Юнайтед», чемпионы Первого дивизиона в сезоне 1910/11, и «Суиндон Таун», чемпионы Южной лиги сезона 1910/11. Матч прошёл на стадионе «Стэмфорд Бридж» в Лондоне. Победу в матче одержал «Манчестер Юнайтед» со счётом 8:4.
Счёт в этом матче до сих пор остаётся рекордным в истории Суперкубков Англии. Гарольд Халс забил в этой игре шесть голов за «Юнайтед», что до сих пор остаётся рекордом по количеству голов, забитых игроком в Суперкубке Англии. Также Халс является обладателем клубного рекорда «Манчестер Юнайтед» по количеству голов, забитых игроком в одном матче; этот рекорд был повторён Джорджем Бестом 7 февраля 1970 года в матче против «Нортгемптон Таун», в котором «Юнайтед» одержал победу со счётом 8:2.
Выручка от продажи билетов на матч была пожертвована выжившим в крушении «Титаника».

## Отчёт о матче
| Манчестер Юнайтед                             | 8:4     | Суиндон Таун                                                 |
| --------------------------------------------- | ------- | ------------------------------------------------------------ |
| - Тернбулл 8′ - Халс 20′ 30′ ? 60′ - Уолл 85′ | (отчёт) | - Флеминг 6′ - Уиткрофт 15′ - Таут 45′ (пен.) - Джефферсон ? |

| Манчестер Юнайтед: |    |                |
|                    |    |                |
| GK                 | 1  | Хью Эдмондс    |
| RB                 | 2  | Лесли Хофтон   |
| LB                 | 3  | Джордж Стейси  |
| RH                 | 4  | Дик Дакворт    |
| CH                 | 5  | Чарли Робертс  |
| LH                 | 6  | Алекс Белл     |
| OR                 | 7  | Билли Мередит  |
| IR                 | 8  | Мики Хэмилл    |
| CF                 | 9  | Гарольд Халс   |
| IL                 | 10 | Сэнди Тернбулл |
| OL                 | 11 | Джордж Уолл    |
| Главный тренер:    |    |                |
| Эрнест Мангнэлл    |    |                |

| Суиндон Таун:   |    |                 |
|                 |    |                 |
| GK              | 1  | Лен Скиллер     |
| RB              | 2  | Гарри Кей       |
| LB              | 3  | Билли Таут      |
| RH              | 4  | Фрэнк Хэндли    |
| CH              | 5  | Чарли Бэннистер |
| LH              | 6  | Билли Силто     |
| OR              | 7  | Боб Джефферсон  |
| IR              | 8  | Гарольд Флеминг |
| CF              | 9  | Фредди Уиткрофт |
| IL              | 10 | Арчи Баун       |
| OL              | 11 | Сэмми Лэмб      |
| Главный тренер: |    |                 |
| Джеймс Кауан    |    |                 |